# Трейл
Трейл (дан. Traill Ø) — острів біля східного узбережжя Гренландії. Названий на честь зоолога Томаса Стюарта Трейла. Найвища точка острова має висоту 1 884 метри. Острів входить до складу Північно-східного Гренландського Національного парку.

## Географія острова
Трейл розташований біля східного узбережжя Гренландії в Гренландському морі. На заході та південному-заході від острова Короля Оскара, і на північ від Вегасунду. Розміри острова складають приблизно 110 км у довжину і до 48 км в ширину, його найвища точка 1884 метри над рівнем моря знаходиться на північному заході острова.
| Ґренландія | Це незавершена стаття з географії Гренландії. Ви можете допомогти проєкту, виправивши або дописавши її. |